# 維索克 (梅利托波爾區)
46°48′38″N 34°58′46″E / 46.81056°N 34.97944°E

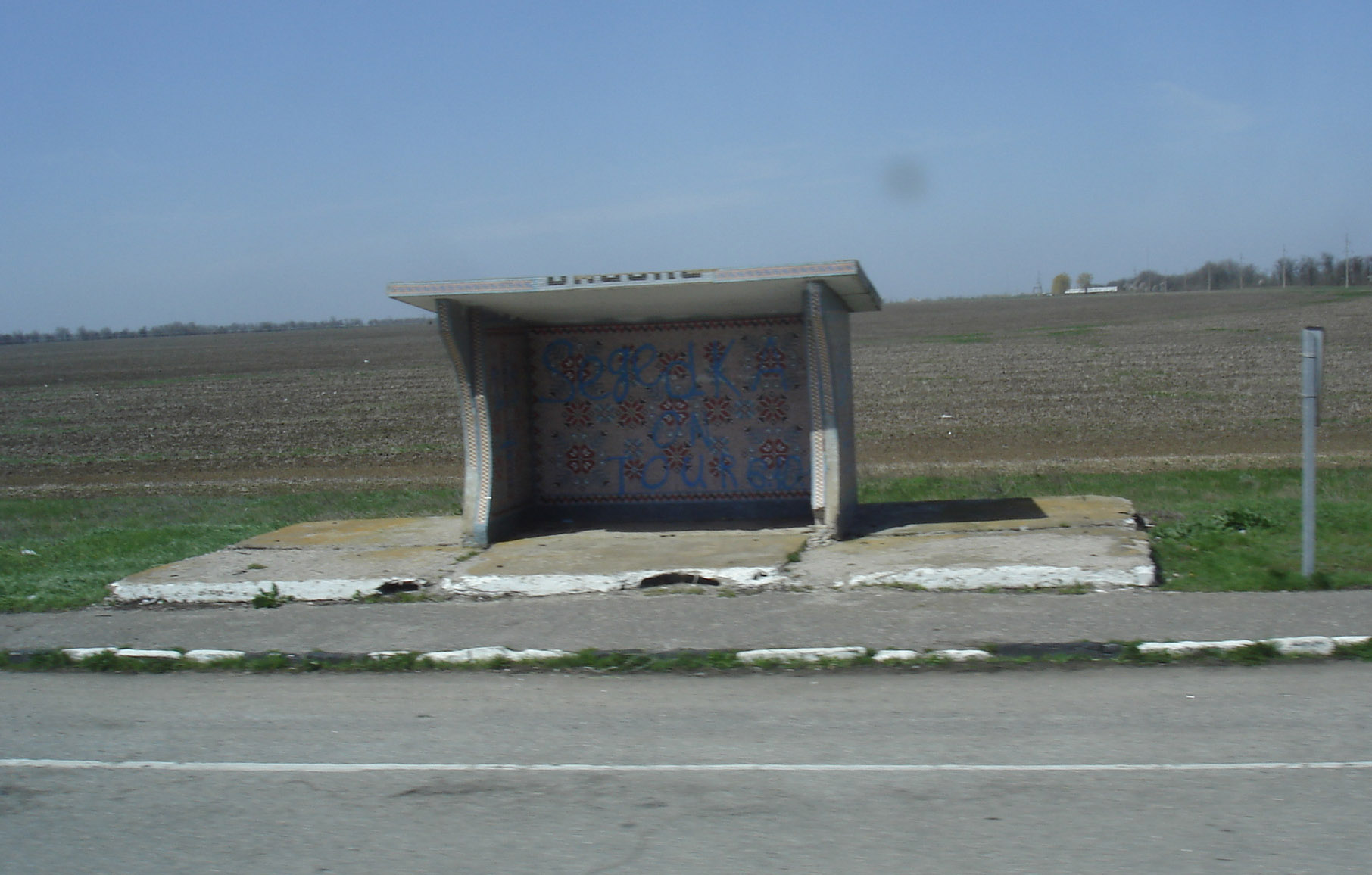

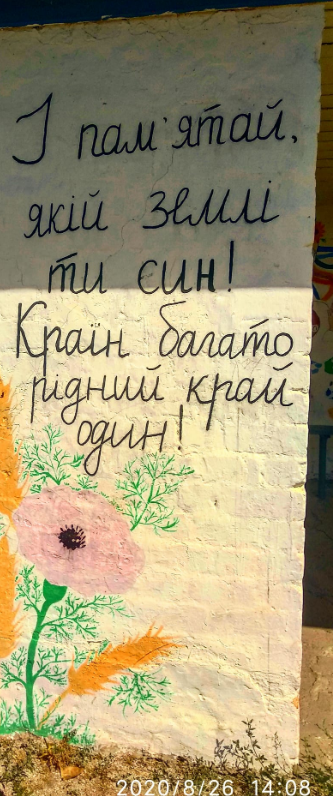

維索克（烏克蘭語：Високе）是位於烏克蘭東南部的村莊，由扎波羅熱州梅利托波爾區的塞梅尼夫卡市鎮負責管轄。該村始建於1929年，面積1.2平方公里，海拔高度50米，2001年人口697，人口密度每平方公里580.8人。